# Syzygium zollingerianum
Syzygium zollingerianum är en myrtenväxtart som först beskrevs av Friedrich Anton Wilhelm Miquel, och fick sitt nu gällande namn av Gerda Jane Hillegonda Amshoff. Syzygium zollingerianum ingår i släktet Syzygium och familjen myrtenväxter.
Artens utbredningsområde är Java. Inga underarter finns listade i Catalogue of Life.